# Paul Glass
Paul Glass (Los Angeles, 19 novembre 1934) è un compositore e pedagogo statunitense.

## Biografia
Figlio dell'attore statunitense d'origine francese Gaston Glass (1899-1965), Paul Glass iniziò gli studi musicali presso l'Università della California del Sud, con Boris Blacher, Ingolf Dahl e Hugo Friedhofer. Laureatosi nel 1956, ottenne una borsa di studio del programma Fulbright che gli consentì di proseguire la sua formazione con Goffredo Petrassi a Roma, Roger Sessions alla Princeton University e infine Witold Lutosławski all'Università di Varsavia (Istituto di Relazioni Internazionali).
Divenuto membro dell'ASCAP nel 1961, tornò negli Stati Uniti nel 1962, dove iniziò a insegnare (uno dei suoi studenti fu il compositore brasiliano Francis Hime, nato nel 1939). Dopo aver trascorso un periodo in Inghilterra (nel 1965) e in Francia, nel 1973 si stabilì in Svizzera, a Lugano, vicino a Carona (canton Ticino). Nel 1995 ottenne la cittadinanza svizzera naturalizzata.
A Lugano, fino al 1999, Paul Glass ha insegnato teoria e composizione al Conservatorio della Svizzera italiana, dove ha avuto come allievo il compositore svizzero Fabio Tognetti (nato nel 1965). Ha continuato la sua attività di insegnamento presso la Franklin University in Svizzera.
Come compositore di musica "classica", è autore di composizioni di musica da camera, di cinque concerti, di sei sinfonie e di brani vocali.
Inoltre, per il cinema, ha composto le musiche per undici film, i primi due usciti nel 1957 (tra cui The Abductors di Andrew V. McLaglen, con Victor McLaglen e Gavin Muir), l'ultimo nel 2009. Ricordiamo anche il film statunitense Un giorno di terrore di Walter Grauman (1964, con Olivia de Havilland e James Caan), il film britannico Bunny Lake è scomparsa di Otto Preminger (1965, con Laurence Olivier e Carol Lynley) e il film tedesco-britannico Una figlia per il diavolo di Peter Sykes (1976, con Richard Widmark e Christopher Lee).
Infine, Paul Glass ha lavorato per la televisione e tra il 1963 e il 2000 scrivendo colonne sonore per sei film per la televisione e tre serie1, tra cui Mistero in galleria (quattordici episodi, 1971-1972).

## Composizioni (parziale)

### Pièces per strumenti in solo
- 1970 - Vittoria per Viola
- 1981 - Variazioni per flauto
- 1983 - Fux-Variationen per violoncello; 5 Klavierstücke (cinq pièces per pianoforte)
- 2006 - Scomposizione originale per violoncello

### Musica da camera
- 1949 - Variations pour quintette à vent (n° 1) ; Passacaglia pour quatuor à cordes
- 1954 - Rondo pour violon et piano
- 1956 - Quintette pour clarinette et cordes; Trio pour flûte, violoncelle et piano
- 1957 - 3 pezzi per violono e pianoforte
- 1961 - Sonate er violoncello et pianoforte
- 1964 - Trio pour flûte, clarinette e basson
- 1966 - Quatuor per flauto, clarinetto, viola e violoncello
- 1971 - Quintette à vent n° 2 ; Trio con pianoforte
- 1973 - Échanges pour 16 instrumentalistes (ensemble di strumenti a corda e fiati)
- 1976 - Settetto de Ottoni
- 1978 - Quartetto Oboe e corde
- 1980 - Quartetto di sassofoni
- 1988 - Quartetto di corde Streichquartett I

### Musica per orchestra
Concerti
- 1961 - Concerto pe violoncello
- 1982 - Concerto per pianoforte Concerto per pianoforte estemporaneo e grande orchestra
- 2002 - Soggetti migranti, concerto per tre percussioni
- 2004 - Lo svasso cornuto, concerto per Corno inglese
- 2006 - El buen aire, concerto per violoncello e pianoforte

Sinfonie
- 1959 - Sinfonia n° 1
- 1961 - Sinfonia n° 2 Suita Symfonyczna
- 1986 - Sinfonia n° 3
- 1992 - Sinfonia n° 4
- 1999 - Sinfonia n° 5 ad modum missae
- 2003 - Sinfonia n° 6 Quinto Giorno

Altre pièces per orchestra
- 1957 - Eschatos, musica da balletto
- 1990 - Lamento dell'acqua
- 1994 - quan shi qu
- 2001 - Kakapo, musique de ballet pour enfants
- 2005 - Grandiflora

### Musica vocale
- 1968 - 5 chansons pour une princesse errante per baritono e pianoforte
- 1976 - Sahassavagga er coro femminile
- 1987 - Deh, spiriti miei, quando mi vedete per coro a cappella
- 1988 - Pianto della madonna per soprano, baritono0, coro e orchestra
- 2004 - Vocalizzo per soprano, flauto, cor anglais, basson, pianoforte, violono et violoncello

## Filmografia
- The Abductors, regia di Andrew V. McLaglen (1957)
- Fear No More, regia di Bernard Wiesen (1961)
- Un giorno di terrore (Lady in a Cage), regia di Walter Grauman (1964)
- Sfida sotto il sole (Nightmare in the Sun), regia di Marc Lawrence (1965)
- Bunny Lake è scomparsa (Bunny Lake Is Missing), regia di Otto Preminger (1965)
- A Test of Violence, regia di Stuart Cooper (1970)
- Operazione Overlord (Overlord), regia di Stuart Cooper (1975)
- Una figlia per il diavolo (To the Devil-A Daughter), regia di Peter Sykes (1976)
- La valle delle ombre, regia di Mihály Györik (2009)